# Nationaal park Mount Field

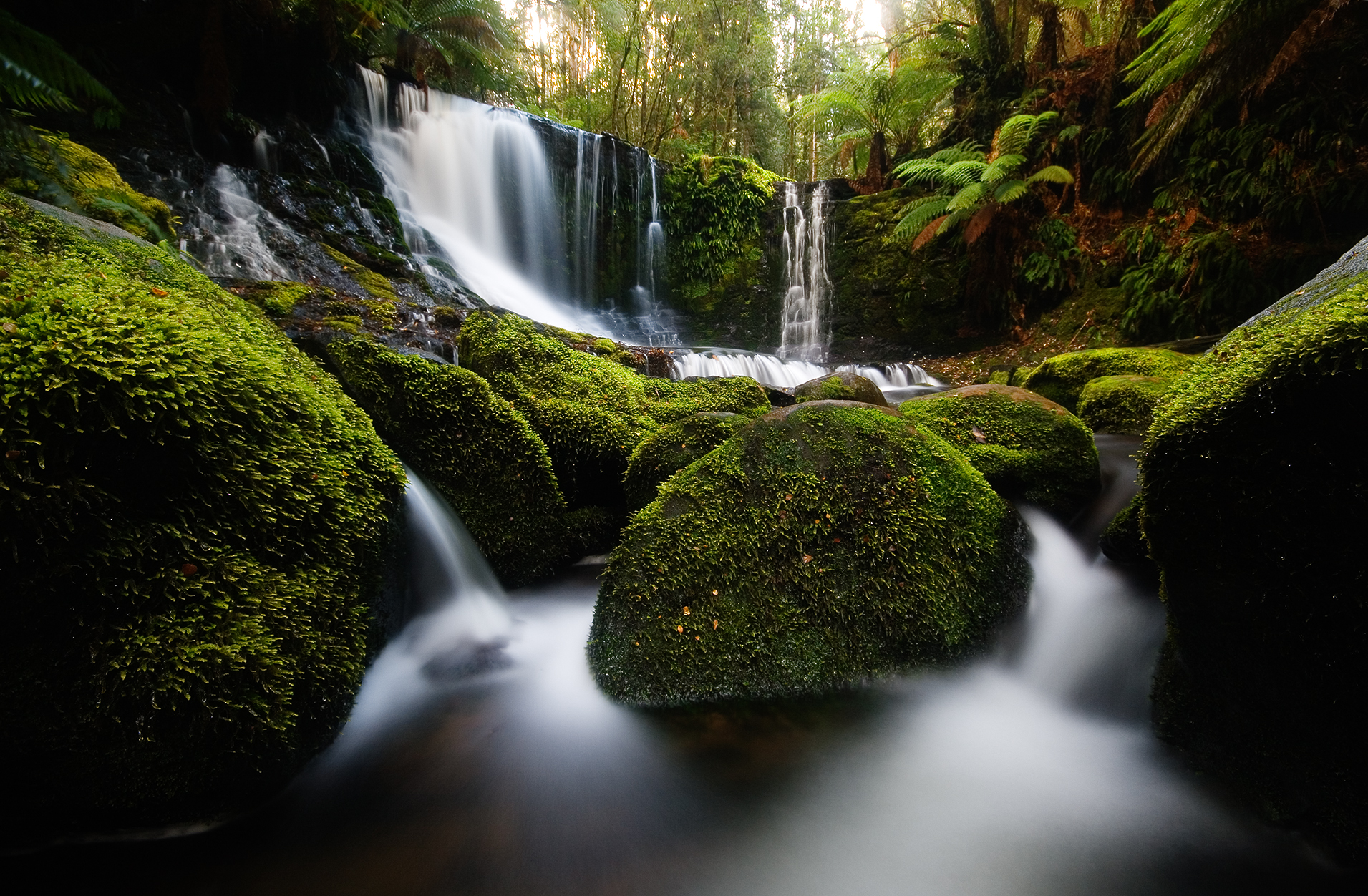
Horseshoe Falls

Het Nationaal park Mount Field is een nationaal park in Australië. Het ligt centraal-zuidelijk van Tasmanië en heeft een oppervlakte van 15.881 hectare.
Het is op 29 augustus 1916 tot nationaal park verklaard en in 1982 tot Wereldpatrimonium. Bezienswaardigheden in het park zijn de Russellwaterval en de hoge snowgums.